# Koncentrační tábor Stara Gradiška
Koncentrační tábor Stara Gradiška byl největším koncentračním táborem na území válečného chorvatského státu. Založen a spravován byl ustašovským fašistickým hnutím.
Vznikl v srpnu 1941, ustašovci jej začali likvidovat na podzim roku 1944. Po likvidaci tábora zde zůstalo pouhých 100 lidí. Jeho pozůstatky se dočkaly osvobození na přelomu dubna a května 1945 partyzánskými jednotkami Josipa Broze Tita. Většina vězněných a umučených zde byli Srbové, v táboře však byli i Židé a Romové. Byl součástí koncentračního tábora Jasenovac.